# José Soriano Fort
José Soriano Fort (València, 1873-1937) fou un pintor valencià.
Es va formar a la Reial Acadèmia de Belles Arts de Sant Carles de València, on va ser deixeble de l'escultor Ángel Ferrant. A Madrid i al costat de Máximo Juderías Caballero va treballar per a Enrique de Aguilera y Gamboa (XVII marquès de Cerralbo) en la decoració del palau del carrer Ferraz (seu de l'actual Museo Cerralbo). A l'Exposició General de 1897, en la qual també va participar Picasso, va rebre una medalla de segona classe per l'obra Desgraciada!, amb la qual va guanyar també la medalla de tercera classe a l'Exposició Internacional de París de 1899 i la de segona classe a l'Exposició Internacional de Múnic el 1900.